# 谭素明
谭素明（1970年6月4日—），男，江苏镇江人。中学高级教师，中共党员，江苏省镇江第一中学首批化学学科校级骨干教师。曾任该校政教主任、年级部部长。

## 个人经历

### 在校经历
1994年，谭素明于苏州大学化学系本科毕业，2000年苏州大学化学硕士研究生课程班结业，成为中学高级教师。

### 工作经历
毕业以后，谭素明任镇江市第二批、第三批市级中青年骨干教师，镇江市高考复习专家组成员，多年从事高三毕业班教学工作。主要研究与化学奥林匹克竞赛，高中化学学业水平测试命题有关的内容。

## 个人作品
《"拒绝毒品"化学试题设计与解析》
《新课改背景下应杜绝的某些教学行为浅析》
《新课改下化学作业的改革与思考》
《新课改切莫走入完全摈弃传统教育模式的误区》
《教师备课形式应转变》
《近现代镇江的历史与文化》
《新课改不能完全摈弃传统教育模式》
《新课改推动教师走校本教研之路》

## 个人表彰
2001年，获得镇江市第二批中青年骨干教师称号。
2012年，在镇江市第五批学科带头人视频评比中荣获三等奖。